# Колциј де Жос (Бузау)
Колциј де Жос (рум. Colții de Jos) насеље је у Румунији у округу Бузау у општини Колци. Oпштина се налази на надморској висини од 522 m.

## Становништво
Према подацима из 2002. године у насељу је живело 380 становника, од којих су сви румунске националности.